# Robert F. Kennedy Jr.
Robert Francis Kennedy Jr., född 17 januari 1954 i Washington, D.C., är en amerikansk miljöjurist, författare och politiker. 
Han har specialiserat sig på miljöjuridik och som aktivist ivrat för förnybar energi, bevarande av vattendrag och för ursprungsbefolkningars rättigheter. Han har på 2020-talet uppmärksammats för sitt motstånd mot massvaccinationsprogrammen som haft starka inslag av konspirationsteorier.
Den 5 april 2023 tillkännagav Kennedy att han kandiderar till presidentvalet i USA 2024 som demokrat. I oktober 2023 meddelade han att han istället kandiderar som oberoende. 23 augusti 2024 meddelade Kennedy att han avbryter sin presidentkampanj till förmån för Republikanernas presidentkandidat Donald Trump.

## Biografi

### Tidigt liv
Robert F. Kennedy Jr. är son till Robert och Ethel Kennedy samt brorson till John F. Kennedy och Ted Kennedy. Han växte upp som det tredje barnet i en syskonskara på elva barn. När han var 14 år mördades fadern i Los Angeles under presidentvalskampanjen 1968 och några timmar efter attentatet flögs han från skolan i North Bethesda till Los Angeles, där han närvarade vid faderns dödsbädd. Vid begravningen var Kennedy en av kistbärarna och höll under ceremonin ett tal, vari han citerade ur några av faderns tal. I maj 2018 tillkännagav Kennedy för The Washington Post att han träffat Sirhan Sirhan, som är dömd för mordet på hans far, i fängelset och att han är övertygad om att flera personer utförde attentatet.
Efter studier på privatskolan Millbrook Academy i Gloucestershire i Storbritannien studerade Kennedy vid Harvard University och London School of Economics. År 1976 tog han kandidatexamen i amerikansk historia och litteratur på Harvard, tog sedan juristexamen på University of Virginia och blev Master of Law vid Pace University i New York.
År 1970 åtalades Kennedy för innehav av marijuana i Hyannis, Massachusetts och 1971 för lösdriveri, även det i Hyannis. Han dömdes till samhällstjänst, vilken han utförde för den ideella föreningen Riverkeeper, där han sedermera anställdes som jurist.
Kennedy lider av spasmodisk dysfoni, vilket påverkar hans talförmåga. Han var varit gift tre gånger: 1982–1994 med Emily Black, med vilken han fick två barn, 1994–2012 med Mary Richardson, med vilken han fick fyra barn, och sedan 2014 med skådespelaren Cheryl Hines.

### Juridisk karriär
År 1983 arbetade Kennedy som biträdande distriktsåklagare på Manhattan och blev 1984 utredare inom föreningen Riverkeeper. Som sådan åtog sig Kennedy flera mål mot oljebolag och försökte bland annat åtala Mobil Oil för att bolaget förorenat Hudsonfloden. Med Kennedys hjälp vann Riverkeeper en stämningsansökan på två miljoner dollar mot Exxon Mobil. I sitt första mål som miljöjurist 1991 företrädde Kennedy medborgarrättsorganisationen National Association for the Advancement of Colored People (NAACP) angående ett förslag om att förlägga en sopstation i Ossining i New York. Han var anställd som advokat för NAACP mellan 1986 och 2016.
Efter segern mot Exxon i Hudsonmålet bildades flera Waterkeeper-föreningar runtom i USA och i juni 1999 bildade Kennedy och några andra engagerade Waterkeeper Alliance, en paraplyorganisationen med 344 Waterkeeper-föreningar under sig. Kennedy är sedan starten 1999 föreningens ordförande. Hans arbete för rent vatten har givit upphov till filmerna The Hudson Riverkeepers (1998) och The Waterkeepers (2000).
Kennedy är delägare i advokatfirmorna Kennedy & Madonna LLP samt Morgan & Morgan PA. För närvarande arbetar han även som advokat för Natural Resources Defense Council.

## Åsikter

### Politik
Under hela George W. Bushs tid som president var Kennedy kritisk till dennes miljö- och energipolitik. Han hävdade bland annat att Bushadministrationen förvanskade vetenskapliga projekt och vetenskapliga fakta. I en artikel från 2003 skrev han att Bushs regering bedrev "brott mot naturen".
Kennedy har också skrivit en mängd artiklar om USA:s utrikespolitik. Han har bland annat kritiserat användandet av "mord som ett utrikespolitiskt hjälpmedel" och åsyftade då avrättningen av Chiles president Salvador Allende. 2005 kallade han Bushadministrationens användande av tortyr för anti-amerikanskt och 2016 skrev han en artikel, där han kritiserade USA:s deltagande i Syrienkriget.
År 2006 publicerade han en artikel, där han anklagade Republikanska partiet för valfusk i presidentvalet 2004. Under presidentvalskampanjen 2008 kampanjade Kennedy för Barack Obama och föreslogs efter valet till chef för Environmental Protection Agency, en post han dock inte fick.

### Vaccin
År 2014 utkom Kennedys bok Thimerosal: Let the Science Speak, i vilken han kritiserar användandet av kvicksilverföreningen tiomersal som konserveringsmedel i vaccin. Han har upprepade gånger spridit det kritiserade påståendet att det finns paralleller mellan tiomersal och autism hos barn. I januari 2017 offentliggjorde Vita huset att Kennedy och den dåvarande presidentkandidaten Donald Trump haft ett möte, varunder Kennedy erbjöds och tackade ja till posten som ordförande i Vaccine Safety Task Force, men han har ännu inte tillträtt tjänsten.
I februari 2017 höll Kennedy och skådespelaren Robert De Niro en presskonferens, där de anklagade media för att bedriva propaganda för vaccinindustrin och motarbeta en debatt om riskerna med vaccin. Samtidigt utlyste de en belöning på 100 000 dollar till den journalist eller privatperson som kunde presentera en vetenskaplig studie som visar att kvicksilverbaserat vaccin är ofarligt för gravida kvinnor och barn. Någon "vinnare" har aldrig korats och utfästelsen fick kritik från flera forskare.
År 2015 hjälpte han till med marknadsföringen för filmen Trace Amounts, som återger hans syn på vaccin.
2022 kritiserade han vaccinkampanjen mot covid-19 för att tvinga befolkningen att ta vad han ville påstå vara ett vaccin som inte genomgått en standardiserad testperiod över längre tidsspann. Han blev själv kritiserad efter att uttryckt kommentaren "Even in Hitler’s Germany, you could cross the Alps to Switzerland, you can hide in an attic, like Anne Frank did.”
Vart efter Kennedy dagen därpå bad om ursäkt via Twitter med kommentaren  “I apologize for my reference to Anne Frank, especially to families that suffered the Holocaust horrors" “My intention was to use examples of past barbarism to show the perils from new technologies of control. To the extent my remarks caused hurt, I am truly and deeply sorry.”

### Mordet på John F. Kennedy
I januari 2013 uttalade Kennedy sig kritiskt till Warrenkommissionens slutsatser i samband med mordet på John F. Kennedy. Kennedy påstod sig vara övertygad om att Lee Harvey Oswald inte var ensam skyldig till mordet, något som även fadern Robert F. Kennedy skulle varit övertygad om.